# Skalice (Boêmia do Sul)
Skalice é uma comuna checa localizada na região da Boêmia do Sul, distrito de Tábor.